# ليفي ويكس
ليفي ويكس (بالإنجليزية: Levi Weeks)‏ هو مهندس معماري أمريكي، ولد في 1776، وتوفي في 1819.